# Ian Banks
Ian Banks, gespeeld door acteur Matt Barr, is een personage uit de televisieserie One Tree Hill. Ian Banks is de stalker van Peyton Sawyer en heeft de bijnamen "WATCHMEWATCHU" en Derek.

## Seizoen 2
"WATCHMEWATCHU" is een stalker die aan het einde van het tweede seizoen Peyton Sawyer nare e-mails begint te sturen. Peyton denkt dat Ellie Harp de dader is.

## Seizoen 4
Wanneer Peyton een brief vindt waarin haar moeder haar vertelt dat ze een broer heeft, belt ze hem, maar hij hangt op. Ze vraagt via het internet of hij contact wil opnemen. "WATCHMEWATCHU" reageert hierop en doet zich voor als Peytons broer Derek Sommers. Nadat Lucas Scott ontdekt dat "WATCHMEWATCHU" aan Peytons haar ruikt, begint hij te vermoeden dat er iets niet klopt aan "Derek". Hij ontdekt de waarheid wanneer "WATCHMEWATCHU" Peytons jas, die vermist is, heeft gegeven aan een prostituee.
Wanneer Lucas dit vertelt aan Peyton, gaat Peyton naar zijn huis en ontdekt hier de waarheid. Nadat "WATCHMEWATCHU" dit doorheeft, ziet hij in dat hij haar kwijt raakt en probeert hij haar te verkrachten. Ze wordt echter gered door Lucas en haar echte broer; Derek Sommers.
Tijdens Peytons schoolbal keert hij terug en staat hij aan haar deur. Nadat hij haar vastgebonden heeft in haar kelder, krijgt hij niet veel later bezoek van Brooke Davis. Ook haar bindt hij nu vast. Wanneer "WATCHMEWATCHU" Brooke wil vermoorden, zegt Peyton dat ze het zelf wil doen. Nadat hij haar losmaakt en haar het mes geeft, steekt ze hem echter neer. daarna volgt er een spannend gevecht en uiteindelijk overmeesteren Peyton en Brooke de psychopaat.